# Shinji Aramaki
Shinji Aramaki (荒牧 伸志 Aramaki Shinji?) es un director de anime y diseñador mecánico japonés, nacido en la Prefectura de Fukuoka el 2 de octubre de 1960. Es miembro de la empresa Artmic.
Es conocido por trabajar en exoesqueletos mecánicos y en los mecha y sus diseños CG en varias series de anime.

## Trabajos

### Como director
- Megazone 23 (Parte 3) (creador original y director, 1985)
- Metal Skin Panic: MADOX-01 (director y diseñador mecánico, 1987)
- Genesis Survivor Gaiarth (director y diseñador mecánico, 1992)
- Gasaraki (diseñador mecánico y escritor del guion del episodio 25, 1998)
- Appleseed (creador original y director, 2004)[2]
- Appleseed EX Machina (director, 2007)[2]
- Halo Legends (director, 2010)
- Starship Troopers: Invasion (director, 2012)
- Space Pirate Captain Harlock (director, 2012)[3][4]
- Appleseed Alpha (director, 2014)

### Como diseñador
- Micro Change/Transformers (diseñador mecánico, 1983)[5]
- Kikō Sōseiki Mospeada (diseñador mecánico, 1983)
- M.A.S.K. (diseñador mecánico, 1985–1986)
- Megazone 23 (Part 1, Part 2; diseñador mecánico, 1985–1986)
- Bubblegum Crisis (producción del diseño, 1987)
- s-CRY-ed (trabajos de diseño)
- Digimon Tamers (diseño CG)
- Witch Hunter Robin (trabajos de diseño)
- Gekitō! Crush Gear Turbo: Kaizerburn no Chōsen (diseñador mecánico)
- Wolf's Rain (diseñador mecánico)
- Astro Boy: Tetsuwan Atom (diseñador mecánico)
- Fullmetal Alchemist (producción del diseño)
- Naruto la película: ¡El rescate de la princesa de la nieve! (diseñador mecánico)
- Sugar Sugar Rune: -SUGAR×2 RUNE- (concepto de arte)
- MMS IGLOO (diseñador mecánico)
- Project BLUE: Chikyū SOS (diseñador mecánico)
- Reideen (diseñador mecánico)
- Kishin Taisen Gigantic Formula (diseñador mecánico)
- The New Adventures of He-Man (diseñador mecánico, 1990–1991)
- Halo Legends (producción del diseño, 2010)

### Otros
- Kappa (diseño CG)
- Ping Pong (escena de la tabla de tenis CG)
- Sonic Unleashed (supervisor)